# 高字塔文化藝術園區
高字塔文化藝術園區位於高雄市小港區中的漁村紅毛港附近。高字塔是高雄港務局於1967年擴建高雄港第二港口時建造，原先為了管制進出港口的船隻的信號塔，在高雄港第二港口的南北兩岸各設立一信號台，北信號台位於旗津區，南信號台位於小港區，主要作業在北信號台，南信號台作為備用。高字塔的設計者為建築師黃啟治，是五層樓的鋼筋混凝土建築物，整體形狀為一「高」字（代表高雄，不管從哪個方向看都是「高」字），是小港紅毛港地區顯著的建築物，詩人余光中也為高字塔作詩。
高字塔字建立以來，南信號台從未使用，曾經當作軍營使用，後來廢棄。1999年因為過度老舊而拆除上端的信號鐵塔，成為現在高字塔的外貌。北信號台於2001年被新建的現代化信號台取代。2001年，文建會通過的「城鄉新風貌計劃」中，計畫改成藝術園區。
高字塔文化藝術園區成立於2002年5月11日，園區包括高字塔展覽館（即高字塔南塔）、海洋之星廣場、心詩牆、微風走廊及咖啡館。展覽館內部主要展覽關於有380年歷史的紅毛港文物。2004年6月，高字塔文化藝術園區規劃為「海洋文化館」及「文化創意產業館」。
由於紅毛港遷村案的實行，高字塔已於2006年交還給高雄港務局，因此文化園區內並無人員管理，暫停開放參觀6年之久，於2012年已改建為紅毛港文化園區，6月1日試營運，7月1號正式營運。

## 外部連結
- 高字塔文化藝術園區 於WikiMapia
- 高字塔附近的虛擬實境